# Чемпионат России по плаванию 2020
Чемпионат России по плаванию 2020 года прошёл с 25 по 30 октября во Дворце водных видов спорта (Казань).
Из-за пандемии COVID-19 соревнования были перенесены с апреля. Чемпионат прошёл при зрителях, было заявлено около 400 спортсменов из России и Беларуси. Было установлено шесть рекордов России и один юношеский рекорд мира (Андрей Минаков).
17 марта 2021 года Сергей Исаев был лишён медалей чемпионата России 2020 года в связи с дисквалификацией на два года за нарушение Общероссийских антидопинговых правил.

## Призёры

### Мужчины
| Дистанция                       | Золото | Золото   | Серебро | Серебро  | Бронза | Бронза   |
| ------------------------------- | --- | -------- | --- | -------- | --- | -------- |
| 50 м вольным стилем             | Иван Кузьменко Саратовская обл. — Пензенская обл.                                                                 | 22.21    | Даниил Марков Новосибирская область                                                                                      | 22.28    | Евгений Седов Волгоградская область                                                                                        | 22.36    |
| 100 м вольным стилем            | Андрей Минаков Санкт-Петербург                                                                                    | 47.57    | Владислав Гринёв Москва                                                                                                  | 48.38    | Александр Щёголев Санкт-Петербург                                                                                          | 48.81    |
| 200 м вольным стилем            | Мартин Малютин Омская область                                                                                     | 1:46.10  | Михаил Довгалюк Москва                                                                                                   | 1:46.16  | Александр Щёголев Санкт-Петербург                                                                                          | 1:46.57  |
| 400 м вольным стилем            | Александр Егоров Москва                                                                                           | 3:47.50  | Даниил Шаталов Москва | 3:48.28  | Антон Никитин Санкт-Петербург                                                                                              | 3:48.31  |
| 800 м вольным стилем            | Александр Егоров Москва                                                                                           | 7:54.63  | Антон Никитин Санкт-Петербург                                                                                            | 7:57.29  | Ярослав Потапов ХМАО-Югра                                                                                                  | 7:59.21  |
| 1500 м вольным стилем           | Александр Егоров Москва                                                                                           | 15:06.66 | Кирилл Мартынычев Санкт-Петербург                                                                                        | 15:07.53 | Эрнест Максумов Татарстан                                                                                                  | 15:17.53 |
|                                 | |          | |          | |          |
| 50 м на спине                   | Григорий Тарасевич Татарстан                                                                                      | 24.77    | Павел Самусенко Мурманская область                                                                                       | 25.09    | Никита Ульянов ХМАО-Югра                                                                                                   | 25.17    |
| 100 м на спине                  | Григорий Тарасевич Татарстан                                                                                      | 32.80    | Никита Ульянов ХМАО-Югра                                                                                                 | 54.34    | Максим Фофанов Санкт-Петербург                                                                                             | 54.41    |
| 200 м на спине                  | Григорий Тарасевич Татарстан                                                                                      | 1:58.33  | Максим Фофанов Санкт-Петербург                                                                                           | 1:58.38  | Егор Доломанов Волгоградская область                                                                                       | 1:58.46  |
|                                 | |          | |          | |          |
| 50 м брассом                    | Кирилл Стрельников Москва                                                                                         | 27.14    | Андрей Николаев Калужская область                                                                                        | 27.50    | Илья Хоменко Ростовская область                                                                                            | 27.57    |
| 100 м брассом                   | Антон Чупков Москва                                                                                               | 58.83    | Илья Хоменко Ростовская область                                                                                          | 59.84    | Александр Палатов Красноярский край                                                                                        | 59.89    |
| 200 м брассом                   | Антон Чупков Москва                                                                                               | 2:07.32  | Александр Палатов Красноярский край                                                                                      | 2:10.22  | Илья Хоменко Ростовская область                                                                                            | 2:10.59  |
|                                 | |          | |          | |          |
| 50 м баттерфляем                | Олег Костин Нижегородская область                                                                                 | 22.82    | Андрей Минаков Санкт-Петербург                                                                                           | 23.22    | Александр Садовников Волгоградская область                                                                                 | 23.47    |
| 100 м баттерфляем               | Андрей Минаков Санкт-Петербург                                                                                    | 51.37    | Егор Куимов Татарстан | 51.67    | Олег Костин Нижегородская область                                                                                          | 51.95    |
| 200 м баттерфляем               | Александр Кудашев Самарская область                                                                               | 1:55.68  | Вадим Клименищев Липецкая область                                                                                        | 1:56.50  | Александр Прибыток Санкт-Петербург                                                                                         | 1:56.94  |
|                                 | |          | |          | |          |
| 200 м комплексное плавание      | Илья Бородин Брянская область                                                                                     | 1:58.00  | Александр Осипенко Москва                                                                                                | 2:00.51  | Сергей Исаев Пензенская область                                                                                            | 2:01.03  |
| 400 м комплексное плавание      | Илья Бородин Брянская область                                                                                     | 4:11.50  | Сергей Исаев Пензенская область                                                                                          | 4:19.82  | Эдуард Валиахметов Саратовская область                                                                                     | 4:20.69  |
|                                 | |          | |          | |          |
| 4×100 м эстафета вольным стилем | Санкт-Петербург Александр Щёголев (49.07) Александр Фёдоров (49.35) Роман Шевляков (49.90) Андрей Минаков (48.30) | 3:16.62  | Москва Владимир Дубинин (50.13) Михаил Довгалюк (49.05) Пётр Жихарев (49.58) Владислав Гринёв (48.18)                    | 3:16.94  | Новосибирская область Даниил Марков (49.63) Максим Абловацкий (49.36) Арсений Десятов (49.81) Александр Боровцов (51.34)   | 3:20.14  |
| 4×200 м эстафета вольным стилем | Москва Михаил Довгалюк (1:46.39) Александр Егоров (1:48.38) Никита Данилов (1:48.41) Даниил Шаталов (1:45.18)     | 7:08.36  | Санкт-Петербург Антон Никитин (1:48.85) Александр Щёголев (1:45.79) Александр Фёдоров (1:47.87) Алексей Ртищев (1:49.54) | 7:12.05  | Татарстан Вячеслав Андрусенко (1:49.39) Григорий Тарасевич (1:51.34) Александр Кубасов (1:51.44) Эрнест Максумов (1:50.97) | 7:23.14  |
| 4×100 м комплексная эстафета    | Москва Никита Третьяков (56.47) Антон Чупков (58.97) Пётр Жихарев (51.44) Владислав Гринёв (47.83)                | 3:34.71  | Санкт-Петербург Максим Фофанов (55.37) Владислав Герасименко (1:00.01) Андрей Минаков (51.79) Александр Щёголев (48.72)  | 3:35.89  | Татарстан Григорий Тарасевич (54.17) Эдуард Валиахметов (1:02.56) Егор Куимов (51.75) Никита Королёв (49.54)               | 3:38.02  |

### Женщины
| Дистанция                       | Золото | Золото   | Серебро | Серебро  | Бронза | Бронза   |
| ------------------------------- | --- | -------- | --- | -------- | --- | -------- |
| 50 м вольным стилем             | Елизавита Клеванович Тюменская область                                                                                       | 25.15    | Екатерина Никонова Новосибирская область                                                                                               | 25.26    | Дарья Татаринова Санкт-Петербург | 25.33    |
| 100 м вольным стилем            | Арина Опёнышева Красноярский край                                                                                            | 54.67    | Елизавита Клеванович Тюменская область                                                                                                 | 54.78    | Екатерина Никонова Новосибирская область                                                                                                 | 54.88    |
| 200 м вольным стилем            | Анастасия Гуженкова ХМАО-Югра                                                                                                | 1:57.75  | Валерия Саламатина Свердловская область                                                                                                | 1:57.98  | Александра Быкова Санкт-Петербург | 1:59.25  |
| 400 м вольным стилем            | Валерия Саламатина Свердловская область                                                                                      | 4:10.58  | Александра Быкова Санкт-Петербург | 4:11.53  | Полина Невмовенко Санкт-Петербург | 4:14.20  |
| 800 м вольным стилем            | Яна Курцева Волгоградская область                                                                                            | 8:45.38  | Екатерина Сорокина Пермский край | 8:45.63  | Валерий Ермакова Московская обл. — Липецкая обл.                                                                                         | 8:50.85  |
| 1500 м вольным стилем           | Александра Хайлова Санкт-Петербург                                                                                           | 16:35.38 | Яна Курцева Волгоградская область | 16:40.47 | Екатерина Сорокина Пермский край | 16:47.91 |
|                                 | |          | |          | |          |
| 50 на спине                     | Дарья Васькина Москва | 28.13    | Александра Курилкина Санкт-Петербург                                                                                                   | 28.44    | Марина Кравченко Пензенская область | 28.62    |
| 100 на спине                    | Дарья Васькина Москва | 1:00.16  | Александра Курилкина Санкт-Петербург                                                                                                   | 1:00.34  | Елизавета Чмыхова Москва | 1:01.36  |
| 200 на спине                    | Анастасия Кляровская Москва                                                                                                  | 2:11.81  | Полина Егорова Башкортостан | 2:15.10  | Ангелина Никифорова Саратовская область Анна Чернышёва Московская область                                                                | 2:15.88  |
|                                 | |          | |          | |          |
| 50 м брассом                    | Евгения Чикунова Санкт-Петербург                                                                                             | 31.05    | Мария Темникова Санкт-Петербург | 31.66    | Елена Богомолова Нижегородская область                                                                                                   | 31.76    |
| 100 м брассом                   | Евгения Чикунова Санкт-Петербург                                                                                             | 1:06.63  | Мария Темникова Санкт-Петербург | 1:07.28  | Дарья Чикунова Санкт-Петербург | 1:08.11  |
| 200 м брассом                   | Евгения Чикунова Санкт-Петербург                                                                                             | 2:21.87  | Мария Темникова Санкт-Петербург | 2:23.19  | Дарья Чикунова Санкт-Петербург | 2:24.81  |
|                                 | |          | |          | |          |
| 50 м баттерфляем                | Дарья Васькина Москва | 26.25    | Анита Грищенко Новосибирская область                                                                                                   | 26.44    | Дарья Татаринова Санкт-Петербург | 26.57    |
| 100 м баттерфляем               | Дарья Васькина Москва | 58.63    | Дарья Клепикова Новосибирская область                                                                                                  | 58.75    | Александра Сабитова Кемеровская область                                                                                                  | 59.25    |
| 200 м баттерфляем               | Анастасия Маркова Вологодская область                                                                                        | 2:10.87  | Александра Сабитова Кемеровская область                                                                                                | 2:12.33  | Софья Чичайкина Самарская область | 2:15.27  |
|                                 | |          | |          | |          |
| 200 м комплексное плавание      | Анна Чернышёва Московская область                                                                                            | 2:14.15  | Ирина Кривоногова Пензенская область                                                                                                   | 2:14.87  | Александра Цветковская Воронежская область                                                                                               | 2:15.36  |
| 400 м комплексное плавание      | Анна Чернышёва Московская область                                                                                            | 4:47.67  | Ирина Кривоногова Пензенская область                                                                                                   | 4:48.80  | Анастасия Сорокина Краснодарский край | 4:51.27  |
|                                 | |          | |          | |          |
| 4×100 м эстафета вольным стилем | Санкт-Петербург Ирина Шваева (56.09) Дарья Татаринова (55.20) Полина Невмовенко (56.15) Александра Быкова (54.67)            | 3:42.11  | Новосибирская область Дарья Трофимова (54.89) Анита Грищенко (56.19) Александра Кичигина (57.08) Екатерина Никонова (54.89)            | 3:43.05  | Воронежская область Александра Цветковская (55.85) Анастаия Саратова(57.29) Амалия Петрова (1:00.33) Дарья Клепикова (55.60)             | 3:48.77  |
| 4×200 м эстафета вольным стилем | Санкт-Петербург Александра Быкова (1:59.98) Яна Саттарова (2:04.25) Александра Хайлова (2:03.08) Полина Невмовенко (2:00.22) | 8:07.23  | Свердловская область Мария Тагильцева (2:08.32) Дарья Муллакаева (1:59.69) Элеонора Клипенштейн (2:06.20) Валерия Саламатина (1:57.84) | 8:12.05  | Новосибирская область Екатерина Никонова (2:01.12) Дарья Трофимова (1:59.51) Александра Кичигина (2:07.02) Виктория Старостина (2:04.81) | 8:12.46  |
| 4×100 м комплексная эстафета    | Санкт-Петербург Александра Курилкина (1:02.50) Евгения Чикунова (1:06.87) Влада Егги (1:01.29) Александра Быкова (56.01)     | 4:06.67  | Новосибирская область Анастасия Дуплинская (1:03.14) Софья Чечулина (1:10.31) Анита Грищенко (1:01.38) Дарья Трофимова (54.39)         | 4:09.22  | ХМАО-Югра Елизавета Агапитова (1:02.39) Алёна Ефимова (1:10.34) Лада Брагина (1:02.23) Анастасия Гуженкова (55.07)                       | 4:10.03  |

### Смешанные соревнования
| Дистанция                       | Золото | Золото   | Серебро | Серебро | Бронза | Бронза  |
| ------------------------------- | --- | -------- | --- | ------- | --- | ------- |
| 4×100 м эстафета вольным стилем | Санкт-Петербург Александр Щёголев (48.79) Андрей Минаков (47.72) Дарья Татаринова (55.13) Александра Быкова (55.71) | 3:27.35  | Новосибирская область Даниил Марков (50.28) Максим Абловатский (49.90) Дарья Трофимова (54.58) Екатерина Никонова (55.13) | 3:29.89 | Москва Даниил Шаталов (49.45) Владислав Гринёв (47.94) Варвара Чемисова (56.81) Елизавета Сусорова (55.76)                | 3:29.96 |
| 4×100 м комплексная эстафета    | Санкт-Петербург Павел Татаренко (55.80) Евгения Чикунова (1:06.00) Андрей Минаков (51.13) Александра Быкова (55.46) | 3:48.395 | Москва Елизавета Чмыхова (1:03.67) Антон Чупков (58.69) Дарья Васькина (59.26) Владислав Гринёв (48.05)                   | 3:49.67 | Красноярский край Анастасия Осипенко (1:03.27) Александр Палатов (1:00.58) Даниил Антипов (52.01) Арина Опёнышева (55.21) | 3:51.07 |